# Триацетин
Данный триглицерид — 1,2,3-триацетоксипропан — наиболее известен как триацетин и триацетат глицерина. Он является эфиром глицерина и уксусной кислоты.
Это синтезированное химическое соединение, часто используемое в качестве пищевой добавки, например, в качестве растворителя ароматизаторов, и в качестве увлажнителя. Известен как пищевая добавка E1518, а также в Австралии под кодом A1518. Триацетин также является компонентом при изготовлении такого напитка как ликёр, а также является эксципиентом при производстве фармацевтической продукции, где он используется в качестве увлажняющего агента, пластификатора, и в качестве растворителя.
Триацетин может также применяться в качестве добавки к топливу в качестве антидетонационной присадки, которая снижает стук двигателя при использовании бензина, и улучшает устойчивость к низким температурам и вязкостные характеристики биодизеля.
В 1994 году был представлен отчёт пяти крупных американских компаний-производителей сигарет, где триацетин был включён в список как одна из 599 добавок к сигаретам
Триацетин применяется в фильтрах в качестве пластификатора.
Поскольку он в некоторой степени является простейшим после триформина представителем класса жиров, он может рассматриваться как возможный источник питания для систем искусственного восстановления питания для длительных космических полётов. Считается достаточно безопасным получение более половины пищевой энергии из триацетина.
Триацетин является противогрибковым средством.